# Mike LaValliere
Michael Eugene LaValliere (Charlotte, Carolina del Norte, 18 de agosto de 1960), más conocido como Mike LaValliere, es un exjugador profesional estadounidense de béisbol que se desempeñó en la posición de cácher en las Grandes Ligas de Béisbol (MLB). Logró obtener un Guante de Oro.

## Carrera
LaValliere jugó como profesional una temporada en Philadelphia Phillies (1984), después pasó a St. Louis Cardinals (1985-1986), luego a Pittsburgh Pirates (1987-1993), posteriormente a Chicago White Sox, donde jugó tres temporadas (1993-1995), y fue el equipo en el que se retiró.

## Premios
Fue galardonado con el Guante de Oro en una oportunidad (1987).